# 魏伟 (篮球运动员)
魏伟（1989年10月6日—），中国女子篮球運動員，亦為中国国家女子篮球队成員。

## 簡歷
魏伟出生于篮球世家，爸爸是原前卫体协的主力中锋，身高1.96米；妈妈则曾是山西女篮的主力球员，身高1.82米。因遺傳關係，魏伟在小学四年级时身高已达1.85米。2000年，11岁的她便進入广州伟伦体校，開始接受系统的半专业训练。
2001年10月，魏伟協助球队在一项全国赛中贏得季軍，国少队主教练张清明留意到她在賽事中的出色表现，也馬上選她進入国少队。但不久之後，魏伟在2003年12月便被国青队破格录用，期間国家篮管中心副主任胡加时又把她推荐给了国家队主教练宫鲁鸣，令她短時間內在国家队中完成三级跳。
2004年，15岁的魏伟在WCBA出道，並成為當届联赛所有队伍中年龄最小的球员。當時，魏伟的身高已達2.06米，比起前“亚洲第一中锋”郑海霞还要高2厘米，旋即被视为中国女篮最具希望的高中锋。